# Parole sante
Parole sante è il primo album di Ascanio Celestini, pubblicato nel 2007.
Il disco ha ricevuto nel 2007 il Premio Ciampi come Miglior debutto discografico dell'anno e il Premio Arci "Dalla parte Buona della Musica".

## Tracce
1. La rivoluzione
2. Il popolo è un bambino 1
3. Il mondo dei bruchi
4. Cadaveri vivi
5. Il popolo è un bambino 2
6. Poveri partigiani
7. Noi siamo gli asini
8. Fino a che sono stato chiamato
9. La casa del ladro
10. Il popolo è un bambino 3
11. La morte del disertore
12. L'amore stupisce
13. Parole sante
14. Il popolo è un bambino 4
15. O mia miniera

### Formazione
- Ascanio Celestini - voce, kazoo, testi
- Roberto Boarini - violoncello, metallofono, pianoforte, fischio, voce
- Gianluca Casadei - fisarmonica, voce
- Matteo D'Agostino - chitarra, fischio, voce
- Andrea Pesce - troccola, fischio solista

## Con la partecipazione di
- Stefano Cesare - contrabbasso
- Marco Ariano - batteria e percussioni
- Paolo Milia - bassotuba
- Fabio Ferri - batteria